# Sciara lucipeta
Sciara lucipeta är en tvåvingeart som beskrevs av Edwards 1928. Sciara lucipeta ingår i släktet Sciara och familjen sorgmyggor. Inga underarter finns listade i Catalogue of Life.